# Xystrocera granulithorax
Xystrocera granulithorax là một loài bọ cánh cứng trong họ Cerambycidae.